# 学園アイドルマスター ユニットCD
『学園アイドルマスターユニットCD』（がくえんアイドルマスターユニットシーディー）は、2025年11月19日からリリースされるキャラクターソングCDシリーズ。

## 概要
「学園アイドルマスター」のキャラクターソングCDシリーズ第5弾。ゲーム内のコミュシナリオ「初星コミュ」と連動した物となっており、シナリオのメインキャラクターによる歌唱版に加え、ユニットメンバーによるソロバージョンを収録している。ASOBI STOREでは紙製オリジナルフレームケースに2タイトルを同時収録した特装版もリリースされる。販売元はASOBINOTES。

## 雨上がりのアイリス
2025年11月19日発売。Re;IRISのデビューシングル。
収録曲
1. 雨上がりのアイリス
歌：Re;IRIS
作詞：こだまさおり、作曲・編曲：神前暁（MONACA）
2. 雨上がりのアイリス [花海咲季 Solo ver.]
3. 雨上がりのアイリス [月村手毬 Solo ver.]
4. 雨上がりのアイリス [藤田ことね Solo ver.]
5. 雨上がりのアイリス [Instrumental]

## Star-mine
2025年11月19日発売。Begraziaのデビューシングル。
収録曲
1. Star-mine
歌：Begrazia
作詞・作曲・編曲：じん
2. Star-mine [花海佑芽 Solo ver.]
3. Star-mine [秦谷美鈴 Solo ver.]
4. Star-mine [十王星南 Solo ver.]
5. Star-mine [Instrumental]

### ユニットメンバー
1. ↑  花海咲季（長月あおい）、月村手毬（小鹿なお）、藤田ことね（飯田ヒカル）
2. ↑  花海佑芽（松田彩音）、秦谷美鈴（春咲暖）、十王星南（陽高真白）